# Telesguard
Telesguard (romancio: telegiornale) è un programma d'informazione prodotto dalla televisione svizzera per la comunità Romancia presente nel Canton Grigioni; esso è interamente trasmesso in lingua romancia, e tratta perlopiù di attualità cantonale legato alla zona di diffusione del programma.

## Diffusione
Esso viene trasmesso sulle emittenti RSI LA2, SRF 1 ed SRF info in orari variabili durante la giornata; grazie alla diffusione su SRF info, Telesguard è disponibile anche in tutta Europa sul satellite Hotbird (SRF info è l'unico canale fra quelli che diffondono il Telesguard a trasmettere in chiaro via satellite).